# Jucaragua
Jucaragua fue un pueblo indígena de Costa Rica, ubicado en la vertiente del Caribe, entre Tucurrique y Aoyaque. Posiblemente se trata del mismo pueblo originalmente llamado Xupragua o Sufragua, cuyo rey se llamaba Dirazabat y que en el reparto de los indígenas de Costa Rica en encomiendas, efectuado ilegalmente en 1569 por el gobernador Pero Afán de Ribera y Gómez, fue encomendado a Domingo Jiménez, quien también recibió la encomienda de Abicetaba y cien indígenas en el pueblo de Cía.
Jucaragua perteneció a la jurisdicción del Corregimiento de Turrialba y Alcaldía Mayor del puerto de Suerre hasta la extinción de este en 1660. 
Para 1697 solamente quedaban tres familias indígenas en Jucaragua. En un documento de 1701 se habla del pueblo de Jucaragua diciendo "que por estar desierto se agregó al de Tucurrique". El Gobernador Don Francisco Antonio de Carrandi y Menán pasó por el emplazamiento del extinto pueblo a su regreso de Matina, en octubre de 1738, y escribió que en el paraje, ubicado en tierra llana a orillas del río de las Vueltas, "... hubo poblazón antigua llamada Jucaragua, de que no hay señal más que algunos naranjos."